# LEGO Harry Potter
LEGO Harry Potter è una linea tematica di prodotti LEGO dedicata alla serie cinematografica di Harry Potter.
La prima serie di set LEGO è stata immessa sul mercato nel 2001, in coincidenza con l'uscita del primo film della saga, Harry Potter e la pietra filosofale, e fino al 2007 sono stati realizzati set in corrispondenza delle uscite cinematografiche. Successivamente vi è stata una seconda ondata di prodotti tra il 2010 e il 2011, con la distribuzione di ulteriori set, un gioco in scatola, e due videogiochi realizzati dalla software house Traveller's Tales.
Nell'agosto 2018 verrà rilasciata un'ulteriore linea di prodotti lego in occasione dell'uscita di animali fantastici: i crimini di Grindewald
Nella prima edizione i personaggi Lego avevano il viso e le mani di colore giallo (come i normali Lego Minifigures) mentre nella seconda edizione ogni personaggio aveva il corpo di colore rosa.
Nel 2018 le minifigures di Harry Potter e dei suoi amici ebbero per la prima volta le gambe corte a differenza di prima che avevano le gambe lunghe.

## Prodotti

### Set LEGO
- 2001-2002: 4701 Sorting Hat; 4702 The Final Challenge; 4704 The Chamber of Winged Keys; 4705 Snape's Classroom; 4706 Forbidden Corridor; 4707 Hagrid's Hut; 4708 Hogwarts Express; 4709 Hogwarts Castle; 4711 Flying Lesson; 4712 Troll on the Loose; 4714 Gringotts Bank; 4721 Hogwarts Classrooms; 4722 Gryffindor House; 4723 Diagon Alley Shops.

- 2002-2003: 4719 Quality Quidditch Supplies; 4720 Knockturn Alley; 4726 Quidditch Practice; 4727 Aragog in the Dark Forest; 4728 Escape from Privet Drive; 4729 Dumbledore's Office; 4730 The Chamber of Secrets; 4731 Dobby's Release; 4733 The Dueling Club; 4735 Slytherin.

- 2004: 4695 Mini Knight Bus; 4750 Draco's Encounter with Buckbeak; 4751 Harry and the Marauder's Map; 4752 Professor Lupin's Classroom; 4753 Sirius Black's Escape; 4754 Hagrid's Hut; 4755 Knight Bus; 4756 Shrieking Shack; 4757 Hogwarts Castle; 4758 Hogwarts Express; 10132 Motorized Hogwarts Express;

- 2005: 4762 Rescue from the Merpeople; 4766 Graveyard Duel; 4767 Harry and the Hungarian Horntail; 4768 The Durmstrang Ship.

- 2007: 5378 Hogwarts Castle.

- 2010: 4736 Freeing Dobby; 4737 Quidditch Match; 4738 Hagrid's Hut; 4840 The Burrow; 4841 Hogwarts Express; 4842 Hogwarts.

- 2011: 10217 Diagon Alley; 4865 Forbidden Forest; 4866 Knight Bus; 4867 Hogwarts.
- 2018: Grindelwand’s Escape (75951) 132 Pezzi; Hogwarts Whomping Willow (75953) 753 pezzi; Hogwarts Great Hall (75954) 878 pezzi; Hogwarts Express (75955) 801 pezzi; Quidditch Match (75956) 500 pezzi.

### Giochi in scatola
- 3862 Hogwarts Challenge (2010)

### Videogiochi
- LEGO Creator: Harry Potter (2001)
- LEGO Creator: Harry Potter and the Chamber of Secrets, sviluppato da Superscape, distribuito da Electronic Arts (2002)
- LEGO Harry Potter: Anni 1-4 (LEGO Harry Potter: Years 1-4), sviluppato da Traveller's Tales (2010)
- LEGO Harry Potter: Anni 5-7 (LEGO Harry Potter: Years 5-7), sviluppato da Traveller's Tales (2011)
- LEGO Harry Potter Collection, sviluppato da Traveller's Tales (2016)

### Libri
- LEGO Harry Potter Visual Dictionary, Dorling Kindersley, 2011